# Саралинский сельсовет
Саралинский сельсовет — сельское поселение в Орджоникидзевском районе Хакасии.
Административный центр — село Сарала.

## История
Статус и границы сельского поселения установлены Законом Республики Хакасия от 7 октября 2004 года № 68 «Об утверждении границ муниципальных образований Боградского района и наделении их соответственно статусом муниципального района, сельского поселения»

## Население
| 2002 | 2010 | 2012 | 2013 | 2014 | 2015 | 2016 |
| ---- | ---- | ---- | ---- | ---- | ---- | ---- |
| 1261 | ↘918 | ↘839 | ↘807 | ↘771 | ↘751 | ↘731 |
| 2017 | 2018 | 2019 | 2020 | 2021 |      |      |
| ↘716 | ↘676 | ↘632 | ↘624 | ↗736 |      |      |

### Национальный состав
Русские (88,5 %), хакасы (7,0 %), татары (2,0 %)

## Состав сельского поселения
В состав сельского поселения входит один населённый пункт — село Сарала.

## Местное самоуправление
Администрация
с. Сарала, Центральная,  142
Глава администрации
- Мельверт Александр  Иванович